# Всеволод Мстиславич (князь смоленський)
Всеволод Мстиславич (д/н — 1249) — князь смоленський у 1238—1249 роках, князь псковський у 1213 році, князь новгородський у 1218—1221 роках.

## Життєпис
Старший син Мстислава Романовича. великого князя київського. 1213 року призначено псковським князем. Але наступного року повернувся до Києва. 1218 року стає новгородським князем. Замінив на посаді посадника Твердислава на Семена Борисовича.  Втрутився у боротьбу за Естляндію з Орденом мечоносців. Разом з новгородським ополченням та власною дружиною здійснив успішний набіг на Венден. 
По поверненню вступив у конфлікт з колишнім посадником Твердиславом, що закінчився перемогою князя. Наприкінці 1219 року посадником став Іванко Дмитрович, який уособлював політичний курс на посилення республіканської влади, а це в підривало позиції Всеволода Мстиславича.  1220 року Твердислав знову обирається посадником. Всеволод Мстиславич «в'зваді все місто, хоча убити Твердислава». Хворого Твердислава на санях привезли на віче. «Знову Пруси і Людин кінець встали за нього проти Неревського кінця і Торгового боку». Архієпископ Митрофан влаштував примирення між князем і Твердиславом, але останній, посилаючись на хворобу, остаточно усунувся від політичної діяльності і постригся в Арказький (Аркадієвий) монастир.
У 1221 році новгородці «показали шлях» Всеволоду Мстиславичу і направили послів до володимирського великого князя Юрія Всеволодовича. Повертається до Києва. 1223 року брав участь у битві на річці Калка, проте зміг врятуватися. З цього часу тривалий час відсутні згадки про князя.
1238 року за підтримки Ярослава Всеволодовича, великого князя владимирського, повалив брата Святослава й захопив Смоленське князівство. Основні зусилля зосередив на протистоянні литовцям. При цьому відмовився визнати зверхність Золотої Орди, незважаючи на часті рейди монголів. 1239 року завдав поразки литовському війську, яке на нетривалий час перед тим захопило Смоленськ (окрім дитинця).
Решту правління вів боротьбу з литовським князем Міндовгом. Помер 1249 року. Йому спадкував Гліб Ростиславич.